# Ai Liya
Ai Liya est une actrice chinoise née le 1er décembre 1965 en Mongolie-Intérieure.

## Filmographie

### Cinéma
- 1990 : Nu bang jia zhe de Sun Zhiqiang : Wu Mengmeng
- 1992 : Nu qiu da dui
- 1994 : Ermo de Zhou Xiaowen : Ermo
- 1994 : Hei shan lu
- 1998 : Genghis Khan de Sai Fu et Mai Lisi : Mère de Heelun - Temujin
- 2002 : Wo de mei li xiang chou
- 2004 : Shang xue lu shang : la mère de Wang Yan
- 2005 : An suan
- 2005 : Liang ge ren de ba lei : Jin Mei
- 2011 : Yang Shan Zhou
- 2015 : Bo ji mi cheng
- 2015 : Gaobie de Yun Degena
- 2015 : Zhong fan 20 sui de Chen Leste : Lin Xiaofeng
- 2015 : Qi de Liang Ming
- 2016 : Bei Jing yu shang Xi Ya Tu 2 : Femme de Poet
- 2016 : Cheng xiang sheng di hua er : Qin Sheng
- 2019 : So Long, My Son de Wang Xiaoshuai : Haiyan Li